# NGC 6504
NGC 6504 é uma galáxia espiral (S?) localizada na direcção da constelação de Hercules. Possui uma declinação de +33° 12' 31" e uma ascensão recta de 17 horas, 56 minutos e 05,6 segundos.
A galáxia NGC 6504 foi descoberta em 27 de Julho de 1864 por Albert Marth.